# Brookings (Oregon)
Brookings é uma cidade localizada no estado norte-americano de Oregon, no Condado de Curry.

## Demografia
Segundo o censo norte-americano de 2000, a sua população era de 5447 habitantes. 
Em 2006, foi estimada uma população de 6344, um aumento de 897 (16.5%).

## Geografia
De acordo com o United States Census Bureau tem uma área de 7,3 km², dos quais 7,2 km² cobertos por terra e 0,1 km² cobertos por água. Brookings localiza-se a aproximadamente 48 m acima do nível do mar.

## Localidades na vizinhança
O diagrama seguinte representa as localidades num raio de 36 km ao redor de Brookings. 